# 大紋絲鰭鱈
大紋絲鰭鱈，為輻鰭魚綱鱈形目稚鱈科的其中一種，分布於西印度洋留尼旺島與模里西斯海域，深度300-400公尺，為深海底棲性魚類，體長可達25.4公分，棲息在大陸坡底層水域，生活習性不明。

## 扩展阅读
維基物種上的相關：大紋絲鰭鱈